# Conus mappa
Espèce
Statut de conservation UICN

 LC  : Préoccupation mineure
Conus mappa est une espèce de mollusques gastéropodes marins de la famille des Conidae.
Comme toutes les espèces du genre Conus, ces escargots sont prédateurs et venimeux. Ils sont capables de « piquer » les humains et doivent donc être manipulés avec précaution, voire pas du tout.

## Description
La taille de la coquille large varie entre 36 mm et 67 mm. La spire contient de petits nodules et a une épaule lisse. Le verticille est lisse et présente un motif de couleur très variable allant du blanc laiteux au blanc rosé avec deux bandes spiralées allant du jaune verdâtre au brun plus foncé. Ces bandes sont brisées en taches irrégulières. Les verticilles spiralés présentent de très fines rainures longitudinales. L'ouverture est blanchâtre,. 

## Distribution
Cette espèce est présente dans la mer des Caraïbes au large du Venezuela, de Trinidad. - et Barbade où elle n'est présente qu'à 85 brasses/155 mètres de profondeur.

### Niveau de risque d’extinction de l’espèce
Selon l'analyse de l'UICN réalisée en 2011 pour la définition du niveau de risque d'extinction, cette espèce est présente au large du Venezuela et de Trinidad &amp ; Tobago (Rosenberg 2009). Il n'y a pas de menaces connues. Cette espèce est classée dans la catégorie préoccupation mineure.

## Taxonomie

### Publication originale
L'espèce Conus mappa a été décrite pour la première fois en 1786 par le prêtre, libraire, botaniste et conchyliologiste britannique John Lightfoot dans « A Catalogue of the Portland Museum »,.

### Synonymes
- Conus (Stephanoconus) mappa [Lightfoot], 1786 · appellation alternative
- Conus cedonulli  var. mappa Hwass, 1792 · non accepté
- Conus cedonulli  var. surinamensis Hwass, 1792 · non accepté (invalide : homonyme junior de Conus..)
- invalide : junior homonym of Conus ammiralis var. surinamensis Gmelin, 1791
- Conus mappa Hwass, 1792 · non accepté
- Conus surinamensis Hwass, 1792 · non accepté
- Leptoconus mappa · non accepté
- Protoconus mappa ([Lightfoot], 1786) · non accepté
- Tenorioconus mappa ([Lightfoot], 1786) · non accepté

### Sous-espèces
- Conus mappa jesusramirezi (T. Cossignani, 2010)
- Conus mappa granarius Kiener, 1847, accepté en tant que Conus granarius Kiener, 1847
- Conus mappa trinitarius Hwass, 1792, accepté en tant que Conus trinitarius Hwass, 1792